# Literacki Debiut Roku
Literacki Debiut Roku – konkurs literacki, istniejący od 2011 roku, którego pomysłodawcą i organizatorem jest gdyńska oficyna wydawnicza Novae Res.
Został zainicjowany aby promować rodzimych debiutantów w zakresie literatury pięknej. Daje szansę zaistnienia na rynku literackim nowym twórcom. Ideą konkursu jest wyłonienie i uhonorowanie w danym roku kalendarzowym najlepszej powieści żyjącego autora, która dotychczas nie była nigdzie publikowana w całości w wersji drukowanej. Konkurs ma charakter cykliczny, ogólnopolski i skierowany jest do osób pełnoletnich. Do tej pory udział w przedsięwzięciu pozwolił opublikować powieść ponad sześćdziesięciu autorom, przy wsparciu firm z rynku wydawniczego oraz księgarskiego.
„Literacki Debiut Roku” rokrocznie prowadzony jest pod honorowym patronatem Ministerstwa Kultury i Dziedzictwa Narodowego. Partnerami konkursu są: Gdynia Literacka, księgarnia internetowa Bonito.pl, International Paper, Olsztyńskie Zakłady Graficzne S. A., Papyrus oraz Maszyna do Pisania. Patronami medialnymi konkursu są: Onet.pl, magazyn Charaktery, Magazyn Literacki „Książki”, Książki. Magazyn do czytania oraz magazyn literacko-kryminalny „Pocisk".

## Przebieg konkursu
Laureaci nagród wyłaniani są w procedurze konkursowej. Konkurs składa się z trzech etapów:
1. Komisja Opiniująca dokonuje wstępnej oceny walorów artystycznych nadesłanych utworów, dopuszczając do kolejnego etapu co najmniej pięciu spośród nich;
2. Kapituła Nagrody wybiera co najmniej trzy utwory, które przechodzą do finału;
3. Kapituła Nagrody do dnia – wskazanego w regulaminie i na stronie przedsięwzięcia – rozstrzyga konkurs przez wskazanie kandydata do I, II i III nagrody.

Od 2013 roku każda edycja konkursu kończy się galą, na której fragmenty zwycięskiego utworu czyta znany aktor lub aktorka. W poprzednich edycjach byli to Szymon Sędrowski, Katarzyna Figura, Ewa Kasprzyk, Anna Dymna, Edyta Jungowska i Mirosław Baka. Finał „Literackiego Debiutu Roku” odbywa się w Pomorskim Parku Naukowo-Technologicznym w Gdyni. Z kolei premiera zwycięskiego tytułu rokroczne ma miejsce podczas Międzynarodowych Targów Książki w Krakowie. Szczegółowy przebieg konkursu opisuje regulamin.

## Kapituła Konkursu
Od 2017 roku Kapitułę Konkursu stanowią:
- Marzena Bakowska – członek kapituły, Radio Gdańsk
- prof. UG, dr hab. Marcin Całbecki – członek kapituły, Uniwersytet Gdański
- Wojciech Gustowski – członek kapituły, Wydawnictwo Novae Res
- dr Paweł Kozielski – członek kapituły, Uniwersytet Gdański
- Agnieszka Lingas-Łoniewska – członek kapituły
- prof. UG, dr hab. Anna Ryłko-Kurpiewska – przewodnicząca kapituły, Uniwersytet Gdański
- Krzysztof Szymański – sekretarz kapituły, Wydawnictwo Novae Res[12].

W poprzednich latach w skład Kapituły wchodzili także prof. dr hab. Jolanta Maćkiewicz oraz prof. dr hab. Michał Błażejewski. W latach 2011–2016 przewodniczącym Kapituły Konkursu był redaktor naczelny Wydawnictwa Novae Res Wojciech Gustowski.

## Laureaci dotychczasowych edycji konkursu
I edycja – przełom 2011 i 2012 r.:
1. miejsce: Luiza Dobrzyńska za utwór Dusza (następnie odebrane ze względów regulaminowych)[15];
2. miejsce: Barbara Rakowiecka za utwór Gra w kulki;
3. miejsce: Marcin Kowalczyk za utwór Tłumacz[16].

II edycja – 2013 r.:
1. miejsce: Magdalena Kempna-Pieniążek za utwór Przebudzenia doktora Sorena;
2. miejsce: Katarzyna Ryrych za utwór Zaginęła mi sosna;
3. miejsce: Wojciech Kulawski za utwór Techisterion[17].

III edycja – 2014 r.:
1. miejsce: Sławomir Michał za utwór Strefa Pawłowa;
2. miejsce: Nina Igielska za utwór Wystrzelani chłopcy, podziurawione dziewczynki;
3. miejsce: Łukasz Skowroński za utwór Dzielenie przez zero[18].

IV edycja – 2015 r.:
1. miejsce: Agnieszka Opolska za utwór Anna May;
2. miejsce: Michał Chmielewski za utwór Horyzont zdarzeń;
3. miejsce: Agnieszka Kmiotek za utwór Komplikacje[19].

V edycja – 2016 r.:
1. miejsce: Lech Grabowski za utwór Podwójne przekleństwo.
2. miejsce: Przemysław Wiśniewski za utwór Żółć.
3. miejsce: Zuzanna Arczyńska za utwór Foka[20].

VI edycja – 2017 r.:
1. miejsce: Danuta Chlupová za utwór Blizna.
2. miejsce: Ewa Brol-Mecner za utwór Krakowski kwintet.
3. miejsce: Piotr Biedrzycki za utwór Siedemdziesiąt siedem słoni[9].

VII edycja – 2018 r.:
1. miejsce: Izabela Bucka za utwór Ale strzeż mnie od wszelkiego złego.
2. miejsce: Krzysztof Jarząbek za utwór Niebezpieczne związki Mariana Klepki.
3. miejsce: Katarzyna Szelenbaum za utwór Detektyw Bryk i malachitowy świadek[21].